# Charlemagne (Canada)
Charlemagne is een stad (ville) in de Canadese provincie Québec. De plaats ligt nabij Montréal. Onder andere zangeres Céline Dion werd in Charlemagne geboren.